# Erica Mazzetti
Erica Mazzetti, née le 31 mai 1977 à Prato (Italie), est une femme politique italienne.

## Biographie
Erica Mazzetti naît le 31 mai 1977 à Prato.
Elle est élue députée dans la circonscription de la Toscane lors des élections générales de 2018.